# Alan Cervantes
Alan Jhosué Cervantes Martín del Campo (* 17. Januar 1998 in Guadalajara, Jalisco), von einigen Medien auch als der „Kevin De Bruyne von Chivas“ bezeichnet, ist ein mexikanischer Fußballspieler, der vorwiegend im Mittelfeld agiert.

## Leben

### Verein
Während seiner ersten Jahre als Profifußballer stand Cervantes bei seinem Ausbildungsverein Deportivo Guadalajara unter Vertrag, mit dem er die CONCACAF Champions League 2018 gewann. Zuvor hatte er in der Apertura 2017 auf Leihbasis für den Club León gespielt. 
Nachdem er sich bei Guadalajara nicht entscheidend durchsetzen konnte, wurde Cervantes zur Clausura 2020 an den Ligarivalen Santos Laguna verkauft. Dort entwickelte er sich bald zum Stammspieler und weckte das Interesse des Rekordmeisters Club América, der ihn zu Beginn der Apertura 2024 verpflichtete.

### Nationalmannschaft
Im Jahr 2021 kam Cervantes in vier Begegnungen der mexikanischen Nationalmannschaft zum Einsatz. Beim CONCACAF Gold Cup 2021, bei dem Mexiko das Finale gegen den Erzrivalen USA verlor, stand Cervantes im Kader und bestritt das Viertelfinalspiel gegen Honduras in voller Länge.
Ein weiterer Einsatz im Nationaldress folgte im Juni 2023 in einem Testspiel gegen den südlichen Nachbarn Guatemala.

## Erfolge
- Sieger der CONCACAF Champions League: 2018